# Zimtkehl-Schattenkolibri
Der Zimtkehl-Schattenkolibri (Phaethornis nattereri) oder Zimtkehleremit ist eine Vogelart aus der Familie der Kolibris (Trochilidae). Das Verbreitungsgebiet dieser Art umfasst die Länder Brasilien und Bolivien. Der Bestand wird von der IUCN als „nicht gefährdet“ (Least Concern) eingeschätzt.

## Merkmale
Der Zimtkehl-Schattenkolibri erreicht eine Körperlänge von etwa 10 cm bei einem Gewicht von 2,5 bis 3 g. Der Oberkopf wirkt stumpf dunkelbraun. Der Rücken ist bronzegrün. Der Hinterrücken und die Oberschwanzdecken sind rotbraun. Außerdem hat er einen schwarzbraunen Ohrfleck. Die Unterseite sowie der Überaugenstreif sind ockerfarben. Die 45 mm langen Flügel sind dunkel purpurbraun. Die 48 mm langen Schwanzfedern sind bronzegrün, wobei die seitlichen Außenfahnen helle rotbraune Spitzen und Säume aufweisen, während die mittleren Schwanzfedern weiße Spitzen haben. Der 23 mm lange Schnabel ist am Oberschnabel schwarz und am Unterschnabel gelb mit schwarzer Spitze gefärbt. Die Füße sind hellbraun. Männchen und Weibchen sind sich sehr ähnlich, doch hat das Männchen eine intensivere Kehlfärbung und etwas längere mittlere Steuerfedern. Jungtiere ähneln den Weibchen.

## Verhalten und Ernährung
Den Nektar beziehen Zimtkehl-Schattenkolibris von Pflanzen der zu den Malvengewächsen gehörende Gattung Pavonia, Helicteres, von Ruellien und von Bauhinien sowie anderen blühenden Pflanzen. Dazu ernähren sie sich von kleinen Gliederfüßern. Als sogenannte Trapliner fliegen sie regelmäßig in rascher Folge ganz bestimmte verstreute Blüten an.

## Lautäußerungen
Der Gesang besteht aus einer hohen Serie unaufhörlicher Wiederholungen ohne Pause. Eine Serie dauert 2 bis 2,5 Sekunden und besteht typischerweise aus drei bis vier einzelnen Tönen und endet mit ein bis drei leiseren Tönen, die oft nasal klingen. Die ausgestoßenen Töne haben ein rhythmisches Muster, das sich z. B. wie tsi…tsi… tsi…nia-ka-wi anhört.

## Fortpflanzung
Das einzige bisher beobachtete Nest des Zimtkehl-Schattenkolibris war an der Innenseite der Spitze eines Palmblattes befestigt. Es war ca. 140 mm hoch, der Außenradius betrug ca. 45 mm, der Innenradius ca. 28 mm und die Tiefe ca. 16 mm.

## Verbreitung und Lebensraum

Verbreitungsgebiet des Zimtkehl-Schattenkolibris

Der Zimtkehl-Schattenkolibri bewohnt verschiedene vegetationsreiche Gebiete außerhalb des Regenwalds in Ostbolivien und im angrenzenden Südwestbrasilien (Mato Grosso und Ost-Rondônia) und Nordostbrasilien (Maranhão bis Ceará, und auch im Südosten von Pará und Tocantins ist er nachgewiesen). Er bevorzugt immergrüne Laubwälder, Sekundärwäldern, Dickicht, Cerrados, baumreiche Caatinga, Waldinseln und Galeriewälder, wo er sich in Höhenlagen unter 500 Metern bewegt.

## Unterarten
Die Art gilt als monotypisch. Die Arten Phaethornis maranhaoensis Grantsau, 1969 und Pygmornis chapadensis Allen, JA, 1893 sind Synonyme zur Nominatform.

## Etymologie und Forschungsgeschichte
Hans Hermann Carl Ludwig von Berlepsch beschrieb den Zimtkehl-Schattenkolibri unter dem heutigen Namen Phaëthornis nattereri. Die Typusexemplare stammten aus der Sammlung von Johann Natterer und wurden in Mato Grosso bei Caiçara und bei der Zuckermühle von Vasco da Gama gesammelt. 1827 führte William Swainson die Gattung Phaethornis für den Langschwanz-Schattenkolibri (Phaethornis superciliosus (Linnaeus, 1766)) ein. 
Der Begriff Phaethornis leitet sich aus den griechischen Wörtern φαέθων phaéthōn für „leuchtend, strahlend“ und ὄρνις órnis für „Vogel“ ab. Der Name nattereri ist seinem Sammler gewidmet. Maranhaoensis bezieht sich auf den Bundesstaat Maranhão, chapadensis auf Chapada dos Guimarães.